# Chernobyl (mini-série)
Pour les articles homonymes, voir Tchernobyl (homonymie).
Ne doit pas être confondu avec Chernobyl: Under Fire.
Chernobyl ou Tchernobyl au Québec est une mini-série télévisée dramatique historique britannico-américaine en cinq épisodes créée et écrite par Craig Mazin,qui raconte le désastre de la centrale nucléaire de Tchernobyl ,réalisée par Johan Renck et diffusée du 6 mai au 3 juin 2019 sur HBO et Sky. En France, la série est diffusée à partir de mai 2019 sur OCS puis sur M6 en mai-juin 2021.
Elle décrit la catastrophe nucléaire de Tchernobyl, survenue en avril 1986 sur le territoire de la République socialiste soviétique d'Ukraine (URSS), et les efforts de nettoyage menés par les autorités soviétiques, sans précédent, qui ont suivi l'explosion du réacteur nucléaire.

## Synopsis

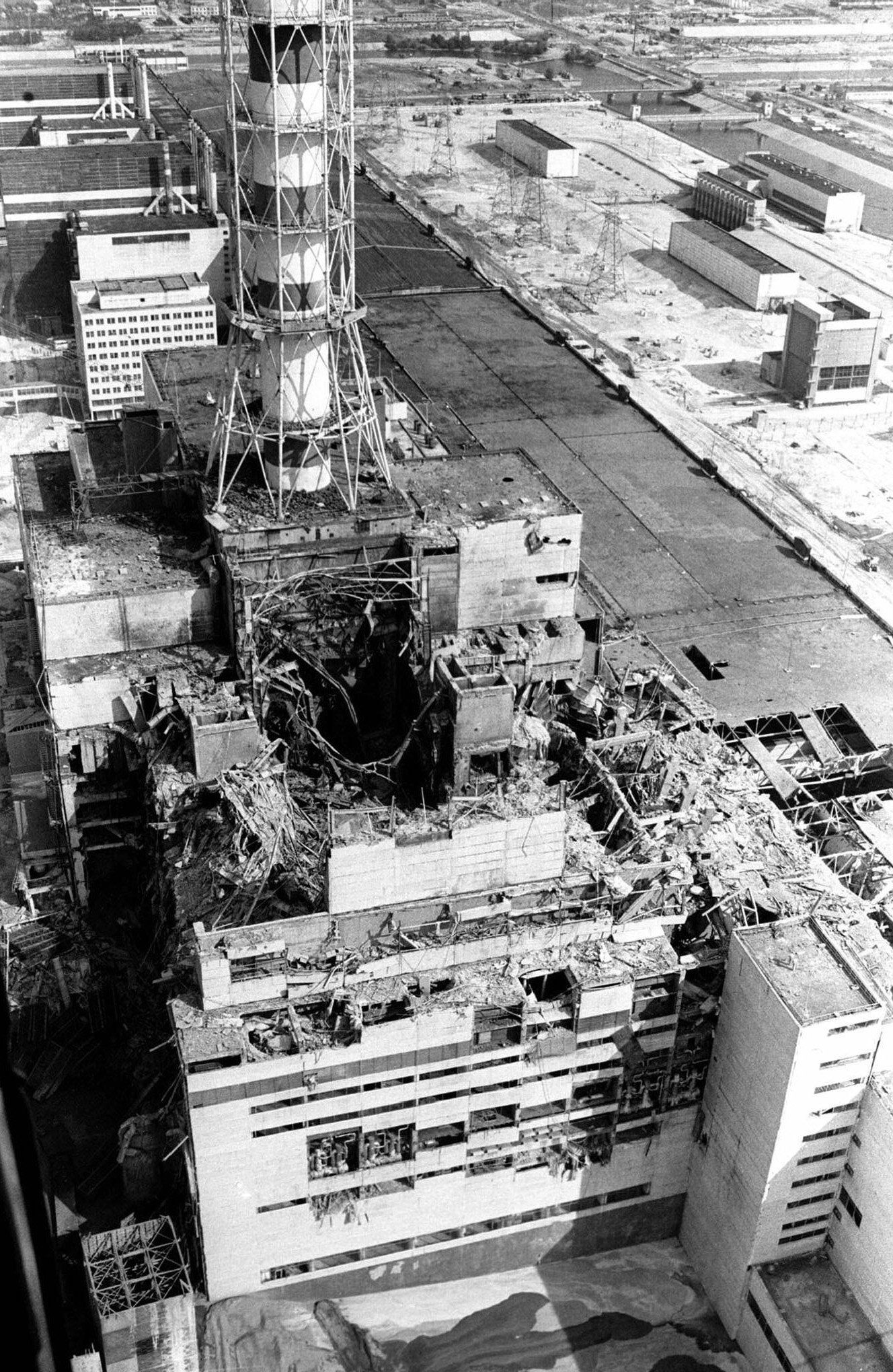
Vue aérienne du réacteur no 4 ayant explosé à la suite de la fusion du cœur.

Cette mini-série retrace l'histoire de la catastrophe nucléaire de Tchernobyl : le 26 avril 1986, une explosion secoue la centrale nucléaire soviétique Lénine et réveille la ville de Prypiat. Tant à l'intérieur qu'à l'extérieur de la centrale, scientifiques, ingénieurs et habitants n'ont aucune idée du drame qui se joue.
Plusieurs scènes et certains dialogues sont directement inspirés du recueil de témoignages de l'écrivaine biélorusse Svetlana Alexievitch, paru en français sous le titre La Supplication (1997).

### Fiche technique
- Titre original et français : Chernobyl
- Création : Craig Mazin
- Réalisation : Johan Renck
- Scénario : Craig Mazin
- Décors : Luke Hull
- Costumes : Odile Dicks-Mireaux
- Photographie : Jakob Ihre
- Montage : Jinx Godfrey et Simon Smith
- Casting : Nina Gold et Robert Sterne
- Musique : Hildur Guðnadóttir
- Production : Craig Mazin, Carolyn Strauss, Jane Featherstone, Chris Fry, Sanne Wohlenberg et Johan Renck
- Sociétés de production : HBO et Sky Television
- Sociétés de distribution : HBO (États-Unis, Espagne), Sky Atlantic (Royaume-Uni, Allemagne, Suisse alémanique), Orange Cinéma Séries (France, Suisse romande) et Ziggo Movies & Series XL (Pays-Bas)
- Budget : 250 millions de dollars
- Pays d'origine :  États-Unis /  Royaume-Uni
- Langue originale : anglais
- Format : couleur — numérique (HDTV) — 2,00:1 — son Dolby Digital
- Genre : drame historique
- Nombre de saisons : 1
- Nombre d'épisodes : 5
- Durée : 60 – 72 minutes
- Dates de première diffusion :
  - États-Unis : 6 mai 2019
  - Royaume-Uni : 7 mai 2019
- Sortie en vidéo : 2 octobre 2019 ; 25 novembre 2020 pour le steelbook[2]
- Classification :
  - États-Unis : TV-MA
  - France : Déconseillé aux moins de 12 ans
- Société de doublage : Karina Films
- Adaptation des dialogues : Eric Lajoie et Vanessa Azoulay - Direction artistique : Régis Reuilhac
- Sous-titrage : Coline Magaud

## Distribution
- Jared Harris (VF : Gérard Darier) : Valeri Legassov, directeur adjoint de l'Institut d'énergie atomique de Kourchatov et membre de l'équipe ayant géré la catastrophe de Tchernobyl.
- Stellan Skarsgård (VF : Hervé Bellon) : Boris Chtcherbina, vice-président du Conseil des ministres et chef du Bureau des combustibles et de l’énergie. Le Kremlin l'a chargé de diriger la commission gouvernementale sur Tchernobyl après la catastrophe.
- Emily Watson (VF : Danièle Douet) : Oulana Khomiouk, personnage composite fictif, représentant les dizaines de scientifiques ayant aidé Legassov à Tchernobyl. C'est une scientifique de l'Institut de l'énergie nucléaire de l'Académie des sciences de la RSS de Biélorussie, qui devient membre de l'équipe chargée de l'enquête sur la catastrophe.
- Jessie Buckley (VF : Lucie Riedinger) : Lioudmila Ignatenko, épouse de Vassili Ignatenko.
- Adam Nagaitis (VF : Florent Chako) : Vassili Ignatenko, un pompier âgé de 25 ans vivant à Prypiat.
- Paul Ritter (VF : Philippe Peythieu) : Anatoli Diatlov, ingénieur en chef adjoint à la centrale nucléaire de Tchernobyl.
- Sam Troughton (VF : Nicolas Dangoise) : Aleksandr Akimov, superviseur de l'équipe de nuit.
- Robert Emms (VF : Franck Sportis) : Léonid Toptounov (en), ingénieur principal pour la gestion du réacteur.
- Adam Lundgren : Viatcheslav Brajnik, principal opérateur de turbine.
- Karl Davies (VF : Yves Chenevoy) : Viktor Proskouriakov, stagiaire au SIUR.
- Jay Simpson : Valeri Perevoztchenko, contremaître dans la section du réacteur.
- Billy Postlethwaite : Boris Stoliartchouk, ingénieur de contrôle de l'unité 4.
- Adrian Rawlins (VF : Pascal Germain) : Nikolaï Fomine, ingénieur en chef à la centrale nucléaire de Tchernobyl.
- Con O'Neill (VF : Xavier Béja) : Viktor Brioukhanov (en), directeur de la centrale nucléaire de Tchernobyl.
- Donald Sumpter (VF : Michel Ruhl) : Jarkov, membre du comité exécutif de Prypiat.
- Barry Keoghan (VF : Benoît Berthon) : Pavel, un civil appelé à servir en tant que liquidateur.
- Ralph Ineson (VF : Charles Uguen) : major-général Nikolaï Tarakanov (en), commandant des liquidateurs.
- Mark Lewis Jones : colonel général Vladimir Pikalov (en), commandant des forces chimiques soviétiques.
- Alex Ferns (en) : Gloukhov, chef d'équipe des mineurs.
- Michael Colgan : Mikhaïl Chtchadov (en), ministre soviétique de l'industrie du charbon.
- James Cosmo : mineur.
- Alan Williams (VF : Bernard Alane) : Tcharkov, vice-président du KGB, un personnage fictif.
- Fares Fares (VF : Mathieu Buscatto) : Batcho, un soldat russe.
- David Dencik  (VF: Jean-François Aupied) : Mikhaïl Gorbatchev, secrétaire général du Parti communiste de l'Union soviétique.
- Michael Socha : Mikhaïl, un habitant de Pripyat (3 épisodes)
- Douggie McMeekin : Iouvtchenko (2 épisodes)
- Philip Barantini : Bezpalov (2 épisodes)

 Sauf indication contraire, les informations mentionnées dans cette section peuvent être confirmées par la base de données cinématographiques IMDb,  présente dans la section « Liens externes ».

## Production

### Développement
Le 26 juillet 2017, il a été annoncé que HBO avait passé une commande de série sur Chernobyl, leur première coproduction avec Sky UK. La mini-série en cinq épisodes a été écrite par Craig Mazin et réalisée par Johan Renck. Mazin a également servi de producteur exécutif aux côtés de Carolyn Strauss et Jane Featherstone, avec Chris Fry et Renck en tant que coproducteurs exécutifs,. L’intérêt de Mazin pour la création de la série a commencé quand il a décidé d’écrire quelque chose qui dirait « comment nous luttons actuellement contre la guerre mondiale contre la vérité ». Le 11 mars 2019, il a été annoncé que la mini-série serait diffusée le 6 mai 2019.

### Tournage

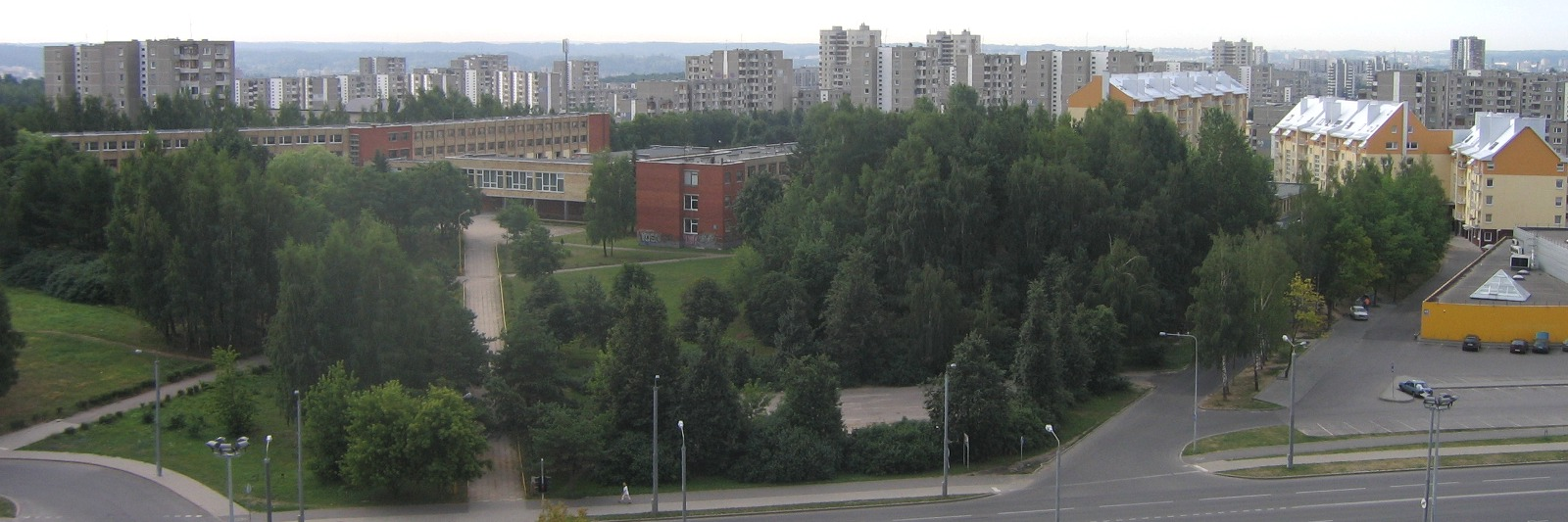
Le quartier de Fabijoniškės, à Vilnius, en Lituanie, où a été tourné en partie la mini-série.

Le tournage de Chernobyl dure seize semaines.
Le tournage principal commence en avril 2018 en Lituanie. Le tournage initial commence le 13 mai 2018 à Fabijoniškės, un quartier résidentiel de Vilnius, en Lituanie, qui est utilisé pour représenter la ville ukrainienne de Prypiat, dans la mesure où une atmosphère soviétique y règne encore. Une zone dense d'immeubles d'habitation sert de décor aux scènes d'évacuation. Le réalisateur Johan Renck critique le nombre de fenêtres modernes dans les maisons, diverses et accrocheuses, mais ne s’inquiète pas de leur suppression lors de la post-production. Fin mars, la production est transférée à Visaginas, en Lituanie, afin de photographier à la fois l'extérieur et l'intérieur de la centrale nucléaire d'Ignalina, une centrale nucléaire désaffectée parfois appelée « sœur de Tchernobyl » en raison de sa ressemblance visuelle avec la centrale nucléaire ainsi que pour le réacteur utilisé (réacteur nucléaire RBMK), qui est commun aux deux centrales.
Au début du mois de juin 2018, la production s'est déplacée en Ukraine pour tourner des scènes finales mineures.

### Diffusion
La série est diffusée aux États-Unis le 6 mai 2019 sur HBO et au Royaume-Uni  le 7 mai 2019 sur Sky. Au Québec, elle est diffusée depuis le 6 juin 2019 sur Super Écran. En France et en Suisse, elle est diffusée depuis le 7 mai 2019 sur OCS. Elle est ensuite rediffusée sur M6 à partir du 27 mai 2021. En Suisse, elle est également rediffusée à partir du 24 février 2020 sur la RTS. En Belgique francophone, elle est diffusée entre le 10 et le 24 novembre 2021 sur la chaîne Tipik de la RTBF.

## Épisodes
1. 1:23:45 (1:23:45)
2. Veuillez garder votre calme (Please Remain Calm)
3. Que la terre s'ouvre ! (Open Wide, O Earth)
4. Le Bonheur de toute l'humanité (The Happiness of All Mankind)
5. Mémoire éternelle (Vichnaya Pamyat)

## Controverses
Si les médias russes apprécient quasi unanimement le réalisme de la série, certains saluant « le grand respect pour les gens ordinaires » qui « ont sauvé l’Europe au prix de leur vie et de leur santé, mais ne sont pas honorés aujourd’hui en Russie »,, des médias proches du pouvoir dénoncent une série « caricaturale », motivée par de la propagande antirusse. La chaîne publique NTV annonce son propre projet sur le même sujet, afin de présenter « une version alternative » de la tragédie ; il devrait mettre en scène la théorie selon laquelle un agent de la CIA était présent dans la centrale au moment du drame.
D’après le militant écologiste pro-nucléaire Michael Shellenberger « l'exemple le plus flagrant de la volonté d'aller vers le sensationnalisme de Chernobyl est la description du rayonnement, agissant comme un virus contagieux. Les irradiés seraient comme des zombies qu'il faudrait à tout prix éviter […] Rien ne prouve que le rayonnement de Tchernobyl ait tué un bébé [par contact entre la mère enceinte et son père irradié], ni que cela entraîne une augmentation des anomalies congénitales ». Néanmoins, le contact avec les vêtements des personnes ayant été irradiées pouvait présenter un risque de contamination. Concernant les trois employés de la centrale nucléaire qui, dans la mini-série, se dévouent pour aller ouvrir les vannes afin de drainer l'eau radioactive, ils n'auraient, en réalité, agi qu'après avoir « simplement reçu des ordres par téléphone du responsable de l'atelier du réacteur pour ouvrir les vannes ». De plus, les conséquences sanitaires de la catastrophe de la centrale nucléaire de Tchernobyl décrites à la fin de la mini-série seraient exagérées : le médecin de l'UCLA Robert Gale rapporte, en 1987, qu'« aucun d'entre eux [les enfants nés près de Tchernobyl], du moins à la naissance, n'a présenté d'anomalies détectables », un rapport des Nations unies publié en 2017 indique que « seuls 25 % [des 20 000 cas documentés de cancer de la thyroïde chez les moins de 18 ans au moment de l'accident], [...] peuvent être attribués au rayonnement nucléaire de Tchernobyl », et enfin l'Organisation mondiale de la santé établit que les habitants de la Biélorussie et de l'Ukraine ont été « exposés à des doses légèrement supérieures aux niveaux de rayonnement d'origine naturelle. ». Par ailleurs, il n'y aurait pas de preuve de l'existence du « pont de la mort », évoqué dans la série, d'où les gens qui auraient regardé l'incendie seraient tous morts (« […] il a été rapporté qu’aucun n’avait survécu ») ; cela étant, la présence en ce lieu à ce moment-là présentait un fort risque d'exposition à des doses de radiation supérieures aux seuils maximum autorisés.
Par ailleurs, aucun crash d'hélicoptère n'a eu lieu pendant les rotations visant à étouffer l'incendie du réacteur, la série montrant le premier d'entre eux tombant à la suite d'une défaillance de leurs pilotes, gravement irradiés après avoir survolé l'incendie de trop près. Un Mi-8 s'est cependant écrasé pendant l'édification du premier sarcophage, ses pales ayant percuté le câble d'une grue.
L'hypothèse de la survenance possible d'une seconde explosion beaucoup plus violente n'est pas une invention de la série. À l’époque de la catastrophe, il était évoqué l’équivalent de quatre ou cinq mégatonnes et la possibilité que « Minsk, qui est à 320 kilomètres de Tchernobyl, [eut] été rasée et [que] l'Europe [soit] devenue inhabitable ». Michel Chouha explique que « l'hypothèse d'une seconde explosion n'est pas bien fondée », que quatre mégatonnes est « probablement une exagération ».
La série est également critiquée pour ne pas avoir mentionné les pressions exercées sur les autorités soviétiques par l’Agence internationale de l’énergie atomique et par certains pays occidentaux afin qu'elles fassent en sorte de minimiser le nombre de victimes. De même, la série se concentre sur l'opacité persistante des autorités russes alors que, selon certaines sources, « les instances internationales de contrôle comme les autorités locales s’accordent toujours pour atténuer et masquer les conséquences à long terme de la radioactivité sur l’écosystème et la population ».

## Accueil

### Audiences
À la mi-juin 2019, la série a rassemblé quelque huit millions de personnes en audience cumulée — sur toutes les plates-formes — selon Deadline. Pour ce qui concerne les mini-séries, elle a enregistré une meilleure audience que Sharp Objects (7,3 millions) et se rapproche de l'audience de la troisième saison de True Detective (8,1 millions).
En France, la chaîne M6 diffuse deux épisodes le 28 mai 2021 et les trois autres épisodes le 3 juin suivant. En moyenne, 3,7 millions (19 %) et 3,5 millions (16 %) de téléspectateurs sont relevés sur les deux soirées successives,.

### Critiques
Chernobyl est salué par la critique. Sur IMDb, la mini-série obtient la note historique de 9,6 sur 10 lors de son lancement et a aujourd'hui une note de 9,3 /10, se classant devant Game of Thrones (9,2). Sur Allociné, les spectateurs lui accordent 4,6 sur 5 et la presse 4,1. Sur les Rotten Tomatoes, elle a un taux d'approbation de 95 % avec un score moyen de 8,9 sur 10. Sur Metacritic, elle a un score pondéré de 82 sur 100.
Des critiques de The Atlantic, du Washington Post et de la BBC ont noté que la série établit des parallèles avec la société contemporaine en mettant l'accent sur le pouvoir de l'information et sur la façon dont des dirigeants malhonnêtes peuvent involontairement commettre des erreurs qui vont au-delà de leur compréhension,,.
En France, Le Monde diplomatique estime que « si l’efficacité du scénario et la force crue des images permettent d’impliquer pleinement le spectateur, la grande liberté prise avec les faits détourne son attention des questions posées encore aujourd’hui par cette catastrophe », ce qui conduit la série à faire preuve de manichéisme, mettant en péril sa rigueur documentaire.

## Distinctions

### Récompenses
- Emmy Awards 2019 : 
  - Meilleure série limitée
  - Meilleure réalisation pour Johan Renck
  - Meilleur scénario pour Craig Mazin
  - Meilleure musique pour Hildur Guðnadóttir
- Golden Globes 2020 : 
  - Meilleure mini-série ou meilleur téléfilm
  - Meilleur acteur dans un second rôle dans une série, une mini-série ou un téléfilm pour Stellan Skarsgård

### Nominations
- Golden Globes 2020 : 
  - Meilleur acteur dans une mini-série ou un téléfilm pour Jared Harris
  - Meilleure actrice dans un second rôle dans une série, une mini-série ou un téléfilm pour Emily Watson